# Islam van A tot Z

## 0-9
99 Schone Namen van God

## A
Abbasiden -
Abdul Basit -
Abd -
Aboe Bakr -
Abu Hanifa -
Abrahamitische religie -
Adab -
Adam -
Afschaffingsleer -
Aga Khan -
Ahad -
Ahl al-Bayt -
Ahmadiyya -
Aïsja -
Ajjoebiden -
Akbariyya
Al-Andalus -
Al-Aqsamoskee -
Al-Azhar Universiteit -
Al-Djoedie -
Al-Masjid al-Haram -
Alawieten -
Alawiyya -
Alevieten -
Alhamdulillah -
Almohaden -
Almoraviden -
Ali -
Ali ar-Rida -
Allah -
Allahu Akbar (islam) -
Amgariyya -
Aminah bint Wahab -
Ansaar -
Arabische Liga -
Arabieren -
Arabisch -
Asjoera -
Asr -
Ayat -
Ayatollah -
Ayyub (Job) -
Azan -
Aâbid -
Aïssawiyya

## B
Babak -
Badawiyya -
Bagdad -
Bahira-legende -
Barzakh -
Basmala -
Bat Ye'or -
Bayano -
Bedoeïenen -
Begraafplaats -
Bekering -
Beknopte chronologie van de islam -
Berbers -
Besnijdenis -
Bid'ah -
Bilqis (koningin van Sheba) -
Boerka -
Boodschapper -
Buraq

## C
Cartoons over Mohammed in Jyllands-Posten -
Centraal Comité voor Ex-moslims -
Chador -
Chinguetti -
Contact Groep Islam

## D
Dag des oordeels -
Damascus -
Dar al-harb -
Dar al-islam -
Darqawiyya -
Dawud (koning David) -
Demon -
Derwisj -
Dhabiha -
Dhimmi -
Dhuhr -
Djibriel -
Djinn -
Druzen -
Duivelsverzen

## E
Emir -
Engel

## F
Fajr -
Fakir -
Fard -
Fatih-moskee (Amsterdam) -
Fatih-moskee (Istanbul) -
Fatima -
Fatimiden -
Fatwa -
Feest- en gedenkdagen -
Feminisme (islam) -
Fiqh -
Fitna -
Front Pembela Islam -
Fundamentalisme (islam)

## G
Mark A. Gabriel -
Gabriël -
Gebedskleed (islam) -
Geboortejaar van Mohammed -
Geschiedenis van de islam -
Geschiedenis: Beknopte chronologie islam -
Geschiedenis: Verspreiding islam (632-661) -
Ghusl -
Gnawa -
God (monotheïsme) -
Gouden Moskee -
Granada (rijk) -
Gus Dur

## H
Hadith -
Hadj -
Hadji -
Haadjar (Hagar) -
Halal en haram -
Halalhypotheek -
Hamas -
Hanafieten -
Hanbalieten -
Hanif -
Haroen ar-Rashid -
Hasjemieten -
Hezbollah -
Hidjra -
Hizb ut-Tahrir -
Hoessein -
Mohammad Amin al-Hoesseini -
Homoseksualiteit (islam) -
Hoofddoek -
Hud (profeet)

## I
Ibadisme -
Iblis -
Ibn Ishaq -
Ibrahim (Abraham) -
Iftar -
Imam -
Imam Ali -
Imam Alimoskee -
Imam Hoessein -
Imamieten -
Indjil -
InFocus -
Indjil -
Insha'Allah -
Iqamah -
Iqra TV -
Isa (Jezus) -
Isha -
Yusuf Islam -
Islam -
Islam & Dialoog -
Islam en homoseksualiteit -
Islam en mensenrechten -
Islam in China -
Islam in Griekenland -
Islam in Nederland -
Islam in Saoedi-Arabië -
Islam in West-Europa -
Islamic Propagation Centre International -
Islamiet -
Islamisme -
Islamitisch bankieren -
Islamitische architectuur -
Islamitische filosofen -
Islamitische heilige boeken -
Islamitische jaartelling -
Islamitische Jihad -
Islamitische kalender -
Islamitische kunst -
Islamitische Ontwikkelingsbank -
Islamitische organisaties -
Islamitische republiek -
Islamitische universiteit van Medina -
Islamofobie -
Ismaïl -
Isma'ilisme -
Israël -
Istanboel -
Istihlal -
Ithna ashri -
Izaäk

## J
Jadid -
Jafari -
Jahiliyya -
Hans Jansen (arabist) -
Jeruzalem -
Jihad -
Jizya -
Fawaz Jneid

## K
Ka'aba -
Kalam (islam) -
Kalief -
Kalifaat -
Kalifaat Córdoba -
Kalifaat van de Fatimiden -
Karbala -
Khadija -
Hazrat Inayat Khan -
Irene Zubaida Khan -
Khatib -
Khawarij -
Ruhollah Khomeini -
Khutbah -
Aboe Yoesoef ibn Ishaaq al-Kindi -
Kitab at-ta'arruf -
Kizilbasj -
Koefa -
Koefisch schrift -
Koran -
Kritiek op de islam -
Kruistochten

## L
Laatste oordeel -
Osama bin Laden -
Lahore Ahmadiyya Beweging -
Laylat al-Qadr -
Lijst van islamitische feest- en gedenkdagen -
Lijst van islamitische organisaties -
Lijst van islamitische termen in het Arabisch -
Lijst van instellingen voor islamitisch onderwijs in Nederland -
Lijst van moskeeën in Nederland -
Lijst van soera's -
Lijst van tariqas

## M
Madhhab -
Madrassa -
Magrib -
Mahdi -
Mahdi-leger -
Makruh -
Malikieten -
Mammelukken -
Maryam (Maria) -
Matsayit Klang -
Matsayit Kru Ze -
Mawlid an-Nabi -
Medina -
Medinaanse soera's -
Mekka -
Mekkaanse soera's -
Mensen van het Boek -
Mensenrechten (islam) -
Mescidi Aksamoskee (Den Haag) -
Messias -
Metgezellen -
Metgezellen van de Grot -
Mezquita -
Mihrab -
Milli Görüş -
Minaret -
Minbar -
Moedjahedien
Moefti -
Moesa al-Kazim -
Mogolrijk -
Mohammed -
Mohammed Abduh -
Mohammed al-Mahdi -
Mohammed in de film -
Mohammedaan -
Molla -
Monotheïsme -
Moren -
Moskee -
Moskee, Rode -
Moskee van Aleppo -
Moskee van al-Hakim -
Moskee van Mohammed Ali -
Moskee van Omar -
Moskee van de Sjah -
Moskee van Xi'an -
Moslim -
Moslima -
Moslimbroederschap -
Moslimfundamentalisme -
MSV Nijmegen -
Mudawana -
Muezzin -
Muhajirun -
Muharram -
Mullah -
Munkar
Muqaddam -
Musa (Profeet)

## N
Nachtreis -
Nahdlatul Ulama -
Najaf -
Nakir -
Naskh -
Nation of Islam -
Nazar -
Nederlandse Islamitische Omroep -
Nederlandse Moslim Omroep -
Niet-moslim -
Nikab -
Nikahu al-mut'ah -
Nuh (Noach) -
An-Nur an-Na'im moskee -
Nur ul-Ihsaan moskee

## O
Oelema -
Oemma -
Oethman ibn Affan -
Offerfeest -
Omajjaden -
Omar ibn al-Chattab -
Oordeel -
Organisatie voor Islamitische Samenwerking - 
Osman I -
Ottomaanse Rijk

## P
Palestina -
Pangoeloe -
Perzen -
Portaal:Islam -
Profeet

## Q
Qadar -
Qadi -
Al Qaida -
Qibla -
Qoeraisj -
Qom -
Quba-moskee

## R
Raad van Hoeders (Iran) -
Abdul Rahman -
Ramadan -
Recitatie -
Reconquista -
Regensburg lezing -
Religie -
Religieus/Hoogste leider van Iran -
Relikwie -
Ridda -
Roeh Al-Qoedoes -
Rotskoepel(moskee) -
Rustamiden -
Rijadus Salichin

## S
Sahaba -
Safawiden -
Saladin -
Salafiyya -
Salafisme -
Salah -
Salat (gebed) -
Salih -
Sallallahu alaihi wa sallam -
Sally Mursi -
Saracenen -
Satan -
Saum -
Sayyid -
Seltsjoeken -
Serat Yusup -
Shadiliyya -
Sjahada -
Shaitan -
Sharia -
Ali al-Sistani -
Siyam -
Sjafisme -
Sjarief -
Sjarief van Mekka -
Sjeik -
Sjiieten per land -
Sjiisme -
Slag bij Badr -
Slag bij Hittin -
Slag bij Khaybar -
Slag bij Poitiers (732) -
Slag bij Uhud -
Slag bij de Gracht -
Christiaan Snouck Hurgronje -
Soefisme -
Soennah -
Soennisme -
Soera -
Soera's (lijst) -
Stichting Islamitisch Begrafeniswezen -
Stichting Yoesuf -
Stromingen in de islam -
Submission -
Suhuf Ibrahim -
Suhuf Musa -
Suikerfeest -
Sultan -
Syriërs

## T
Mahmoud Mohammed Taha -
Takfir -
Takfirieen -
Takiyya -
Taliban -
Tasawwoef -
Tasbih -
Tawheed, Stichting El
Tawhied -
Tayammum -
Tekké -
Tempelberg -
Terach -
Terroristische aanslagen op 11 september 2001 -
Thaghoet -
Theocratie -
Tombe van Eva -
Turken

## U
Unie van Islamitische Rechtbanken -
Universele islamitische verklaring van mensenrechten

## V
Verdrag van Medina -
Vereniging van Imams in Nederland -
Urbain Vermeulen -
Verspreiding islam (632-661) -
Vlakte van Arafat -
Vijf zuilen van de islam -
Volksislam -
Vrijdagmoskee -
Vrijdagmoskee van Delhi -
Vrijdagmoskee van Isfahan

## W
Amina Wadud -
Wahabisme -
Abdurrahman Wahid -
Waqf -
Wudu

## Y
Sami Yusuf -
Serat Yusup

## Z
Zaboer -
Zakat -
Zamzam -
Zaouïa -
Ayman al-Zawahiri -
Zeveners -
Zuilen van geloof -
Zulfikar -
Zwarte Steen